# Raión de Limán (óblast de Odesa)

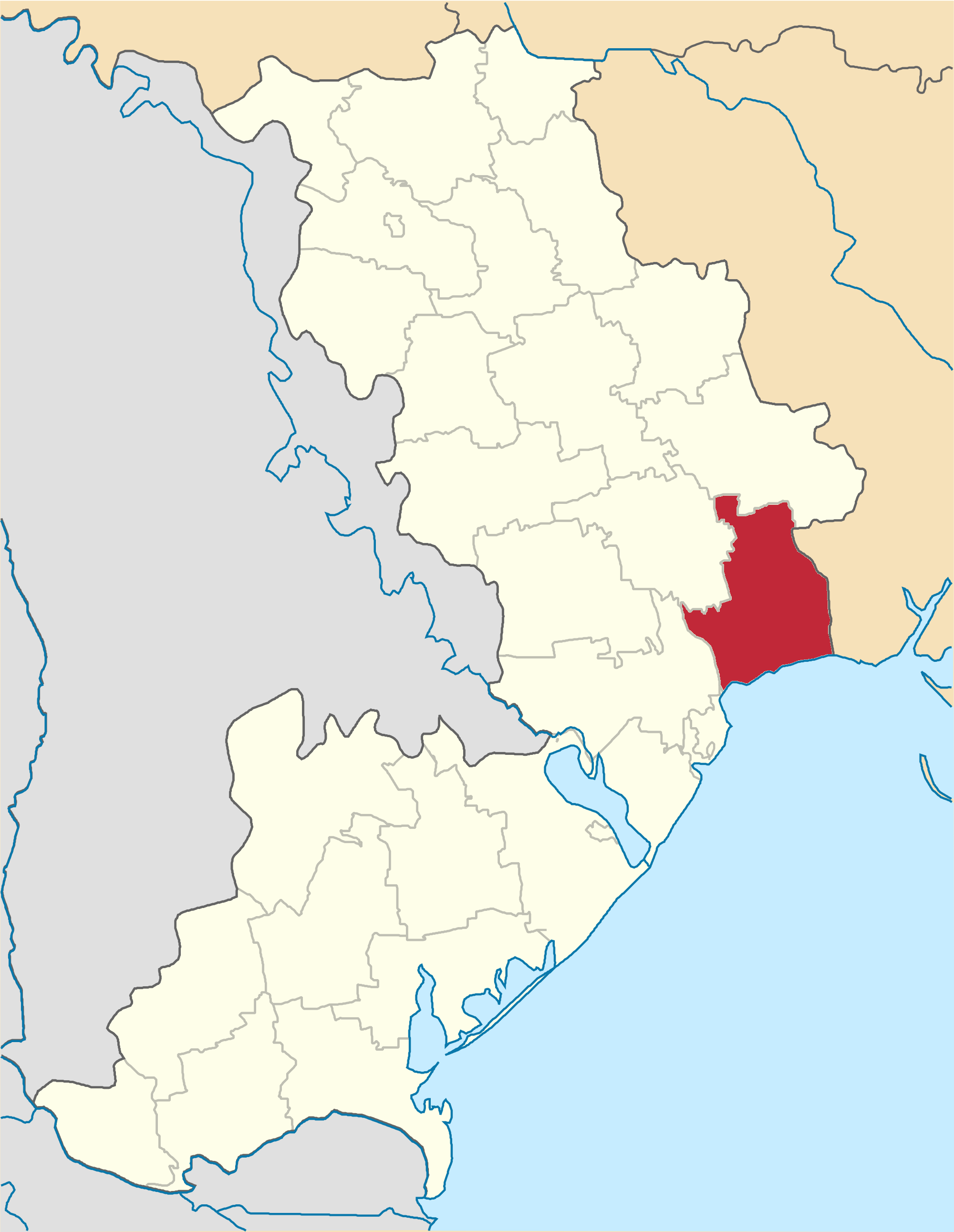
Localización del Raión de Liman en el óblast de Odesa

El Raión de Limán (ucraniano: Лиманський район) es un distrito del óblast de Odesa en el sur de Ucrania. Su centro administrativo es la ciudad de Dobroslav.
Tiene una superficie de 1.487 km² y, según el censo de 2001, tiene una población de aproximadamente 67.000 habitantes.